# Léopold-Bastien Desormery
Léopold-Bastien Desormery (Cantó de Bayon, Lorena, 1740 - París, 1810) fou un actor i compositor francès. Fou el pare del també músic i compositor Jean Baptiste Desormery.
Treballà en la Comèdia italiana de París fins al 1778, i compongué per aquest teatre una òpera còmica, La féte au village, que fou representada el 1775, precedida d'una òpera, Hylas et Eglé, que va escriure en col·laboració amb Joseph Legros. A aquest li seguiren dues pastorals Euthyme et Lyris, (1776), representada en l'Acadèmia Reial, i Myrtil et Licoris (1777), la qual va ser acollida amb entusiasme.
Tenia obres en la cartera, però disgustat pels obstacles que s'oposaven a la seva admissió, renuncià al teatre i es dedicà a l'ensenyament. Ja d'edat avançada, volgué tornar a la palestra, i compongué Les Montagnards, òpera que seguí la mateixa sort de les últimes, i, com aqueixes, restaren inèdites.